# Eucereon sordidescens
Eucereon sordidescens là một loài bướm đêm thuộc phân họ Arctiinae, họ Erebidae.